# Francis George Adeodatus Micallef
Francis George Adeodatus Micallef (Birchircara, 17 dicembre 1928 – Birchircara, 3 gennaio 2018) è stato un vescovo cattolico e missionario maltese.

## Biografia
Francis George Adeodatus Micallef nacque a Birchircara il 17 dicembre 1928 da George e Marianna. Fu battezzato con i nomi di Francis George.

### Formazione e ministero sacerdotale
La sua casa era vicina a un convento dei carmelitani scalzi e questo instillò in lui il seme della vocazione che lo portò a entrare nell'Ordine come novizio il 15 agosto 1947. Il 22 agosto dell'anno successivo emise la prima professione e il 15 ottobre 1951 pronunciò la professione solenne. Assunse il nome religioso di Adeodatus. Studiò a Malta e a Roma.
Il 9 maggio 1954 fu ordinato presbitero e dopo avere conseguito la laurea in teologia tornò a Malta per assumere l'incarico di docente di teologia morale. Fu anche priore del convento, maestro dei novizi e, infine, superiore provinciale della provincia maltese dei carmelitani scalzi. Nel capitolo generale svoltosi a Roma nel 1973 fu chiamato a divenire uno dei quattro definitori generali. Successivamente, dal 1979 al 1981, fu rettore del Collegio internazionale carmelitano "Teresianum" a Roma. Ebbe così la responsabilità di prendersi cura delle missioni carmelitane in tutto il mondo, inclusa quella in Kuwait. Padre Micallef era un uomo semplice, sempre pronto ad aiutare anche nei lavori più umili del convento.

### Ministero episcopale
Il 5 novembre 1981 papa Giovanni Paolo II lo nominò vicario apostolico del Kuwait e vescovo titolare di Tinisa di Proconsolare. Ricevette l'ordinazione episcopale il 6 gennaio successivo nella basilica di San Pietro in Vaticano dallo stesso pontefice, co-consacranti gli arcivescovi Eduardo Martínez Somalo, sostituto per gli affari generali della Segreteria di Stato, e Lucas Moreira Neves, segretario della Congregazione per i vescovi.
Fu uno dei pochi europei rimasti nel paese durante l'invasione del Kuwait perpetrata dall'Iraq di Saddam Hussein nel 1990. Al termine del conflitto, sia le truppe americane che i funzionari kuwaitiani lo lodarono per il suo atto coraggioso.
Come vescovo, seppe organizzare l'opera della Chiesa e lavorò duramente per il rinnovamento e l'organizzazione anche del sistema scolastico cattolico.
Il 15 luglio 2005 papa Benedetto XVI accettò la sua rinuncia al governo pastorale del vicariato per raggiunti limiti di età. Il 20 ottobre successivo si congedò dal vicariato con una messa nella cattedrale della Santa Famiglia nel Deserto a Madinat al-Kuwait e poi fece ritorno a Malta.
Morì nel convento di Birchircara alle 8:15 del 3 gennaio 2018 all'età di 89 anni. Le esequie si tennero il 6 gennaio alle ore 9:30 nella concattedrale di San Giovanni a La Valletta e furono presiedute da monsignor Charles Scicluna. Nella sua omelia, l'arcivescovo affermò di sperare che il ricordo di monsignor Adeodatus Micallef nella sua semplicità e dedizione fosse come una stella splendente, non solo nella memoria della Chiesa in Kuwait, ma nella Chiesa universale. Scicluna ricordò anche il sacrificio e la generosità del vescovo quando rimase nel paese durante la guerra.

## Genealogia episcopale
La genealogia episcopale è:
- Cardinale Scipione Rebiba
- Cardinale Giulio Antonio Santori
- Cardinale Girolamo Bernerio, O.P.
- Arcivescovo Galeazzo Sanvitale
- Cardinale Ludovico Ludovisi
- Cardinale Luigi Caetani
- Cardinale Ulderico Carpegna
- Cardinale Paluzzo Paluzzi Altieri degli Albertoni
- Papa Benedetto XIII
- Papa Benedetto XIV
- Papa Clemente XIII
- Cardinale Enrico Benedetto Stuart
- Papa Leone XII
- Cardinale Chiarissimo Falconieri Mellini
- Cardinale Camillo Di Pietro
- Cardinale Mieczysław Halka Ledóchowski
- Cardinale Jan Maurycy Paweł Puzyna de Kosielsko
- Arcivescovo Józef Bilczewski
- Arcivescovo Bolesław Twardowski
- Arcivescovo Eugeniusz Baziak
- Papa Giovanni Paolo II
- Vescovo Francis George Adeodatus Micallef, O.C.D.